# 필리파 소자
필리파 알렉산드라 누느스 알베스 소자(Filipa Alexandra Nunes Alves de Sousa, 1985년 3월 2일 ~ )는 포르투갈의 가수이다. 유로비전 송 콘테스트 2012에서 포르투갈 대표로 참가했다.